# Ophiodes enso
Pour les articles homonymes, voir Ophiodes et Enso.
Espèce
Ophiodes enso est une espèce de sauriens de la famille des Diploglossidae.

## Répartition
Cette espèce vit au Brésil à l’intérieur de l’État du Rio Grande do Sul dans la municipalité de Pelotas au sein de l'estuaire de la lagune de Patos, à 2 mètres d'altitude.  

## Étymologie
Le nom de l'espèce fait référence à un symbole du bouddhisme japonais (le enso).

## Publication originale
(en) Omar Machado Entiauspe-Neto, Fernando Marques Quintela, Ruth Anastasia Regnet et Victor Hugo Teixeira, « A New and Microendemic Species of Ophiodes Wagler, 1828 (Sauria: Diploglossinae) from the Lagoa dos Patos Estuary, Southern Brazil », Journal of Herpetology, vol. 51, no 4,‎ décembre 2017, p. 515–522 (ISSN 0022-1511, DOI 10.1670/17-007, lire en ligne, consulté le 16 septembre 2020)